# 黑鲫
黑鲫（学名：Carassius carassius英文名“Crucian carp”這詞既可指稱黑鯽）为鲫属的鱼类。

## 分布
黑鲫分布于欧洲以及新疆北部额尔齐斯河水系等。该物种的模式产地在欧洲。

## 外形
黑鲫體長可達64公分

## 習性
黑鲫棲息在水淺的池塘、湖泊，和具大量植物、流動緩慢的河。旱季時或在冬天期間居住在泥穴中，能容忍寒冷、有機的污染物質與低溶氧量。屬雜食性，以植物、昆蟲幼體與浮游生物等為食。

## 經濟價值
黑鲫可作為食用魚、養殖魚類及觀賞魚。

## 扩展阅读
- 维基共享资源上的相關多媒體資源：黑鲫